# Pritok
Pritok ili pritoka svaki je vodotok (npr. rijeka ili potok) koji se ulijeva u glavni riječni tok, a ne izravno u more ili jezero. Pritoci zajedno sa svojim glavnim vodotokom odvode sve površinske vode svoga porječja do mora ili jezera. Pritoci se dijele na lijeve i desne. To se određuje prema njihovom položaju u odnosu na glavni vodotok nizvodno, od izvora k ušću.
U ortografiji, pritoci su poredani od najbližih izvoru prema onima najbližim ušću.